# Tosa
Tosa (土佐市?) è una città giapponese della prefettura di Kōchi.